# Rafał Koschany
Rafał Jerzy Koschany – polski literaturoznawca, filmoznawca,  dr hab. nauk humanistycznych, profesor uczelni Wydziału Antropologii i Kulturoznawstwa Uniwersytetu im. Adama Mickiewicza w Poznaniu. Redaktor naczelny kwartalnika „Kultura Współczesna”.

## Życiorys
28 czerwca 2005 obronił pracę doktorską Przypadek jako kategoria artystyczna i egzystencjalna w literaturze i filmie, 14 maja 2018 habilitował się na podstawie oceny dorobku naukowego i pracy zatytułowanej Zamiast interpretacji. Między doświadczeniem kinematograficznym a rozumieniem filmu. Objął funkcję adiunkta w Zakładzie Semiotyki Kultury Instytutu Kulturoznawstwa na Uniwersytecie im. Adama Mickiewicza w Poznaniu, oraz profesora uczelni na Wydziale Antropologii i Kulturoznawstwa Uniwersytetu im. Adama Mickiewicza w Poznaniu.

## Publikacje
- 2001: Film a filozofia przypadku (i nieprzypadkowe okolice)[5]
- 2005: Szymborska, Barańczak, Podsiadło : przypadek i miłość - zbiegi okoliczności[5]
- 2013: Dziecięca kinofilia[5]
- 2017: Zamiast interpretacji : między doświadczeniem kinematograficznym a rozumieniem filmu[5]